# Erika Villaécija
Erika Villaécija García, (née le 2 juin 1984 à Barcelone en Espagne) est une nageuse espagnole spécialiste des épreuves de nage libre. Elle compte à son palmarès un titre mondial en petit bassin ainsi que trois titres européens.

## Biographie
Erika Villaécija obtient son premier titre en 2003 en s'imposant lors du 800 mètres nage libre. L'année suivante, en grand bassin, elle s'impose « à domicile » à Madrid lors du 800 mètres nage libre et gagne l'or en relais 4 × 200 mètres nage libre. La même année, elle est cinquième de la finale olympique du 800 mètres.
Le 26 novembre 2009, lors des championnats d'Espagne, elle bat le record d'Europe du 1500 mètres nage libre en petit bassin. En réalisant 15 minutes 37 secondes 78, elle bat de plus de 4 secondes l'ancien record qui appartenait à Laure Manaudou depuis 2004. Trois jours plus tard, elle perd ce record à la suite de la performance de Lotte Friis qui bat le record du monde en 15 minutes 28 secondes 65.
En 2010, elle remporte son premier titre mondial lors des championnats du monde en petit bassin. Elle remporte l'or sur le 800 mètres en devançant sa compatriote Mireia Belmonte. Elle bat à cette occasion son record personnel sur la distance.

## Palmarès

### Jeux olympiques
| Épreuve / Édition     | Athènes 2004      | Pékin 2008        |
| 400 mètres nage libre | 18e 4 min 13 s 03 | 23e 4 min 14 s 25 |
| 800 mètres nage libre | 5e 8 min 29 s 04  | 16e 8 min 32 s 27 |

### Championnats du monde
- Championnats du monde en petit bassin 2008 à Manchester (Royaume-Uni) :
  -  Médaille de bronze du 800 m nage libre.
- Championnats du monde en petit bassin 2010 à Dubaï (Émirats arabes unis) :
  -  Médaille d'or du 800 m nage libre.

### Championnats d'Europe

#### En grand bassin
- Championnats d'Europe 2002 à Berlin (Allemagne) :
  -  Médaille d'argent au titre du relais 4 × 200 m nage libre.
- Championnats d'Europe 2004 à Madrid (Espagne) :
  -  Médaille d'or du 800 m nage libre.
  -  Médaille d'or au titre du relais 4 × 200 m nage libre.
- Championnats d'Europe 2008 à Eindhoven (Pays-Bas) :
  -  Médaille d'argent du 800 m nage libre.
  -  Médaille d'argent du 1500 m nage libre.
- Championnats d'Europe 2010 à Budapest (Hongrie) :
  -  Médaille de bronze du 1500 m nage libre.
- Championnats d'Europe 2012 à Debrecen (Hongrie) :
  -  Médaille de bronze du 1500 m nage libre.

#### En petit bassin
- Championnats d'Europe 2003 à Dublin (Irlande) :
  -  Médaille d'or du 800 m nage libre.
- Championnats d'Europe 2004 à Vienne (Autriche) :
  -  Médaille de bronze du 400 m nage libre.
  -  Médaille de bronze du 800 m nage libre.
- Championnats d'Europe 2006 à Helsinki (Finlande) :
  -  Médaille de bronze du 800 m nage libre.
- Championnats d'Europe 2007 à Debrecen (Hongrie) :
  -  Médaille d'argent du 800 m nage libre.
- Championnats d'Europe 2009 à Istanbul (Turquie) :
  -  Médaille d'argent du 800 m nage libre.
- Championnats d'Europe 2011 à Szczecin (Pologne) :
  -  Médaille d'argent du 800 m nage libre.

## Records

### Records personnels
Ces tableaux détaillent les records personnels d'Erika Villaécija.
| Épreuve           | Temps          | Compétition                 | Lieu                | Date       |
| 400 m nage libre  | 4 min 08 s 44  | Championnats d'Espagne 2009 | Malaga, Espagne     | 05/04/2009 |
| 800 m nage libre  | 8 min 24 s 08  | Championnats d'Europe 2008  | Eindhoven, Pays-Bas | 21/03/2008 |
| 1500 m nage libre | 16 min 00 s 25 | Championnats du monde 2009  | Rome, Italie        | 28/07/2009 |

| Épreuve           | Temps          | Compétition                 | Lieu                       | Date       |
| 400 m nage libre  | 4 min 02 s 69  | Championnats du monde 2010  | Dubaï, Émirats arabes unis | 17/12/2010 |
| 800 m nage libre  | 8 min 11 s 61  | Championnats du monde 2010  | Dubaï, Émirats arabes unis | 16/12/2010 |
| 1500 m nage libre | 15 min 37 s 78 | Championnats d'Espagne 2009 | Castellón, Espagne         | 26/11/2009 |